# Euchromia caelipunctata
Euchromia caelipunctata là một loài bướm đêm thuộc phân họ Arctiinae, họ Erebidae.